# Kærgård Klitplantage
Kærgård Klitplantage er en 1.437 hektar stor plantage, der ligger mellem Vejers Strand og Henne Strand ud til Nordsøen. Den er anlagt på magre jorder, der næsten overalt er dækket af et tykt lag flyvesand.

## Giftdepot
Den er især kendt for at have et af Danmarks mest forurenende giftdepoter. Forureningen er knyttet til 6 gruber, hvor Grindstedværket deponerede sit spildevand og kemiske affald i perioden 1956-1973. Fra ca. 1960 til 1965 deponerede Esbjerg Kemi også affald i området fra virksomhedens produktion af sprøjtemidler. Denne deponering fandt fysisk sted syd for Grindstedværkets deponeringer. 
Det drejer sig om ganske store mængder kemikalier, bl.a. 340 tons klorerede opløsningsmidler. De grå tankbiler kørte dagligt fra Grindstedværket via Varde til Kærgård Klitplantage. Den samlede mængde spildevand er skønnet til 286.000 m3, hvilket har medført en så stor en ophobning, at der siver adskillige tons forurenet materiale ud i Nordsøen hvert år. Forureningen består bl.a. af cyanid, tjære og tungmetaller, herunder kviksølv. I 1964 udstedte embedslægen derfor et badeforbud ved plantagen.
Indtil 1. januar 2007 havde Ribe Amt ansvaret for jordforureningen i området, men som følge af kommunalreformen overgik ansvaret til Region Syddanmark, der planlægger en større oprensning af området. I  1981 og 1988 foretog Miljøstyrelsen og Ribe Amt en oprensning af de dele af området, hvor Esbjerg Kemi deponerede sit affald.
På finansloven for 2021 er der afsat 630 millioner kroner til oprensning af Danmarks store generationsforureninger, hvor Kærgård Klitplantage er blandt de tre første der går i gang. Oprydningen er fuldt finansieret, og vil foregå i årene frem til 2025.

## Fredning
Noget af Kærgård Klitplantage blev fredet i 1955, som en del af den store fredning Kærgård Klitplantage og Fiil Sø. Mere af plantagen blev fredet i 1974 på initiativ af Danmarks Naturfredningsforening, blandt andet for at sætte en stopper for områdets anvendelse som giftlosseplads. Den er også en del af Natura 2000-område  nr. 84 Kallesmærsk Hede, Grærup Langsø, Fiilsø og Kærgård Klitplantage og er både habitatområde, ramsarområde og fuglebeskyttelsesområde. 1350 hektar er dog ikke fredet.